# Amerikansk rördrom
Amerikansk rördrom (Botaurus lentiginosus) är en fågel inom familjen hägrar  (Ardeidae).

## Utseende och läte

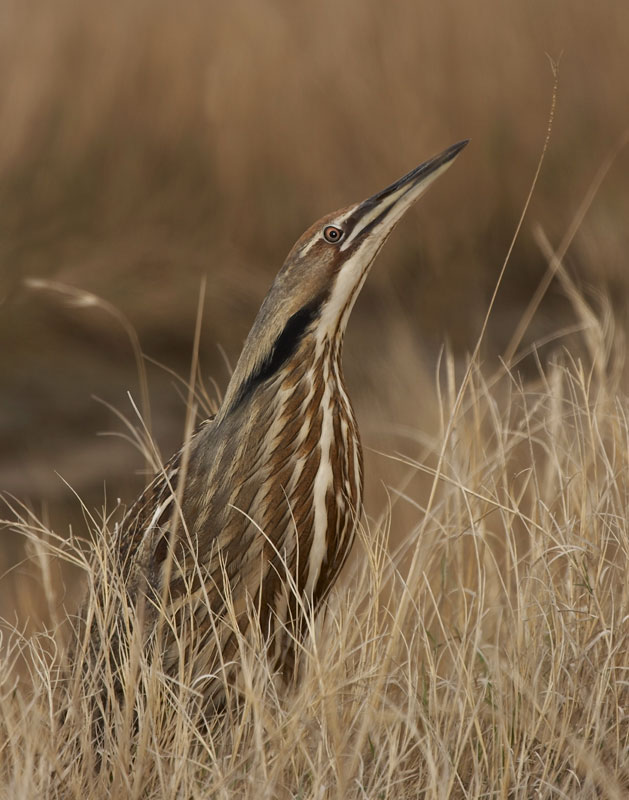
Adult amerikansk rördrom. Notera den mörka näbbryggen och det förlängda svarta mustaschstrecket på halssidan vilket helt saknas på europeisk rördrom.

Amerikansk rördrom är en stor kraftig brunfärgad fågel som är mycket lik europeisk rördom (Botaurus stellaris). Den mäter 59–70 centimeter på längden och har ett vingspann på 95–115 centimeter. Den skiljer sig från euopeisk rördrom då den är något mindre med proportionellt längre näbb vars näbbrygg vanligtvis är mörkare. Pannan och hjässa är bruna istället för svartaktiga och den har ett tydligare mörkt tygelstreck. Vingpennorna och handtäckarna är jämnt mörka och istället för den europeiska rördrommens jämnt tvärbandade vingpennor och vingtäckare så har den amerikanska rördrommen breda rödbruna spetsar på de inre hand- och yttre armpennorna och på de större handtäckarna. Juvenilen är lik den adulta fågeln men saknar de svarta förlängda mustaschstrecket på halssidan.

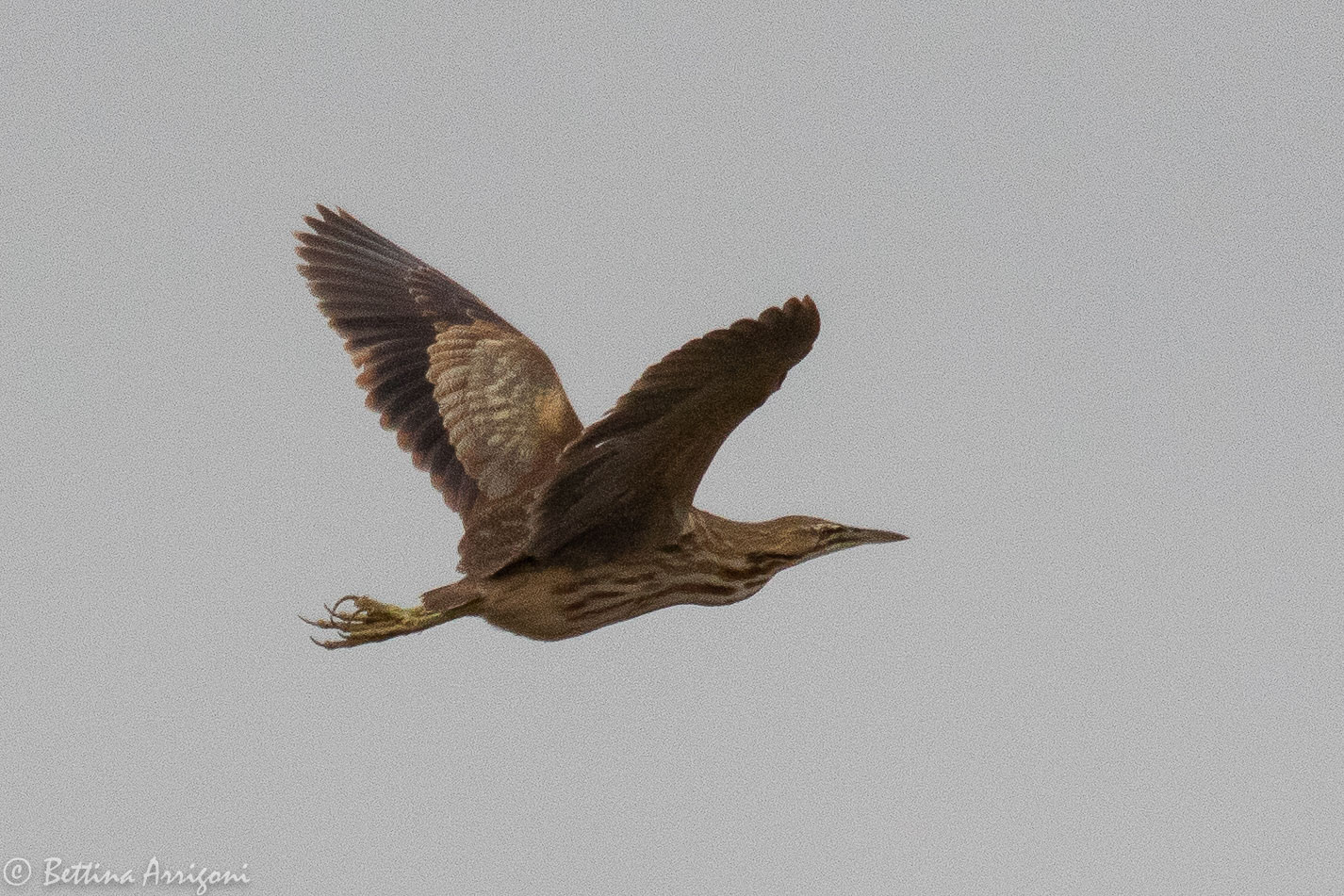
Amerikansk rördrom i flykten.

Fågeln har ett mycket kraftigt läte som ofta beskrivs som en blockerad vattenpump. Detta annorlunda pumpande läte hörs över stora avstånd, främst i skymning och gryning. Utanför häckningstiden är den annars tystlåten.

## Utbredning

Gul:häckande; Grön:året runt; Blå:icke häckande

Amerikansk rördrom häckar i stora delar av USA och norrut till centrala Kanada. Merparten av populationen är  långflyttare och den övervintrar i södra USA och i Centralamerika. Den allra sydligaste häckningspopulationen är stannfåglar. Vårflyttningen genomförs huvudsakligen i februari–mars, men vissa av de nordligast häckande individerna når inte sina häckningsområden förrän i maj. Höstflyttningen genomförs från september till november.

### Fynd i Europa
Amerikansk rördrom är en ovanlig gäst i Europa där den bland annat har observerats på Island, i Storbritannien, på Irland, Azorerna, i Norge, Danmark, Sverige och Spanien. Fyndfrekvensen på Brittiska öarna har sjunkit avsevärt. 32 av fynden i Storbritannien och 18 av de irländska fynden gjordes före 1950 och merparten före 1914. I Sverige påträffades en amerikansk rördrom 24 april 2009 utanför Orsa i Dalarna.

## Taxonomi
Det finns idag inga accepterade underarter. Ett fossil funnet i floden Ichetucknee i  Florida beskrevs ursprungligen som en ny form av häger Palaeophoyx columbiana (McCoy, 1963) men kategoriserades senare som en mindre, förhistorisk underart till amerikansk rördrom, vilken levde under sen pleistocen (Olson, 1974) och som beskrivs som B. l. columbianus.

## Ekologi

### Biotop
Fågeln häckar i våtmarker, träsk och vassbälten precis som den europeiska rördrommen, men till skillnad från den senare, förekommer den även i mer öppna biotoper som våtängar, blöta betesmarker och till och med torrare gräsområden.

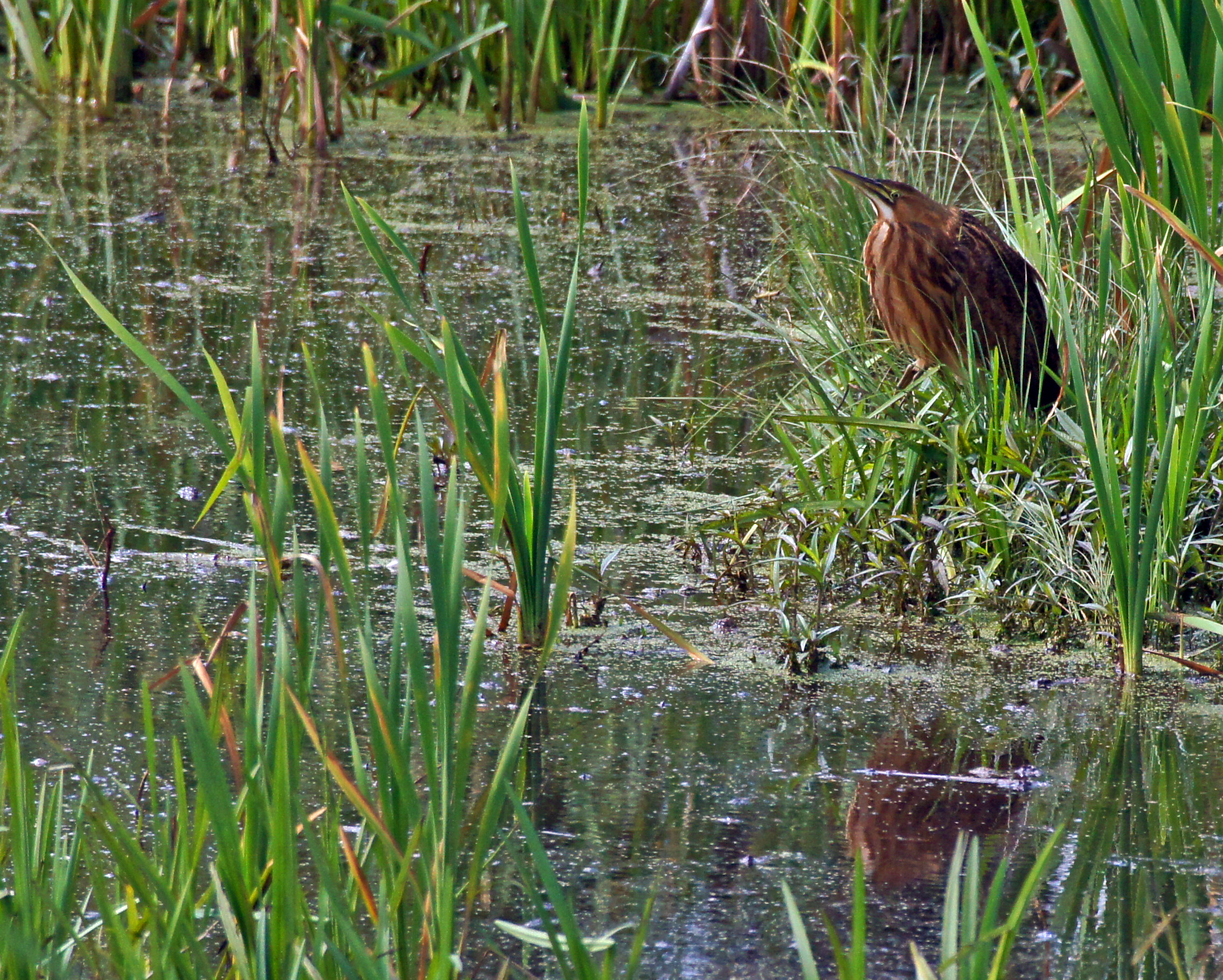

### Beteende
Inom sin biotop är den ofta välkamouflerad och lever mestadels ensam. Om den känner av någon fara fryser den till och blir helt stilla med näbben pekande rakt upp i så kallad "pålställning" för att än bättre kamoufleras. Den är främst nattaktiv och observeras främst genom sitt kraftiga läte.

### Häckning
Amerikansk rördrom häckar på isolerade platser. Honan bygger det plattformslika boet som sedan hanen vaktar. Den lägger i snitt fyra till fem ägg som honan ruvar i genomsnitt 28–29 dygn och ungarna lämnar föräldrarna efter sex till sju veckor.

### Föda
Som andra medlemmar inom hägerfamiljen födosöker amerikansk rördrom i våtmarker och grunda dammar och lever av ödlor, fisk, insekter och groddjur.

## Hot och status
Amerikansk rördrom är vanlig i stora delar av sitt utbredningsområde men dagens populationsstorlek är inte väl dokumenterad. Den har minskat i antal, främst i de södra delarna, på grund av habitatförlust och mellan 1966 och 1993 minskade hela populationen med 38,9 %. Den är hotad i vissa stater som Illinois, Indiana och Ohio. Denna populationsminskning speglas också i de sjunkande fynden av arten i Europa. Trots detta är den inte ansedd som hotad av IUCN som kategoriserar den som livskraftig (LC). Den är skyddad under "Migratory Bird Treaty Act of 1918".

## Namn
Det vetenskapliga namnet Botaurus är Latin för "rördrom". Det härstammar ifrån Plinius d.ä. som liknade den europeiska rördrommens läte med en råmande tjur. Latinets "boo" betyder skrika eller ryta och "taurus" betyder tjur. Lentiginosus är latin för "fräknig/fläckig", härlett från "lentigo" vilket betyder linsformad, och som refererar till dess fjäderdräkt.